# Wasserturm Borkum

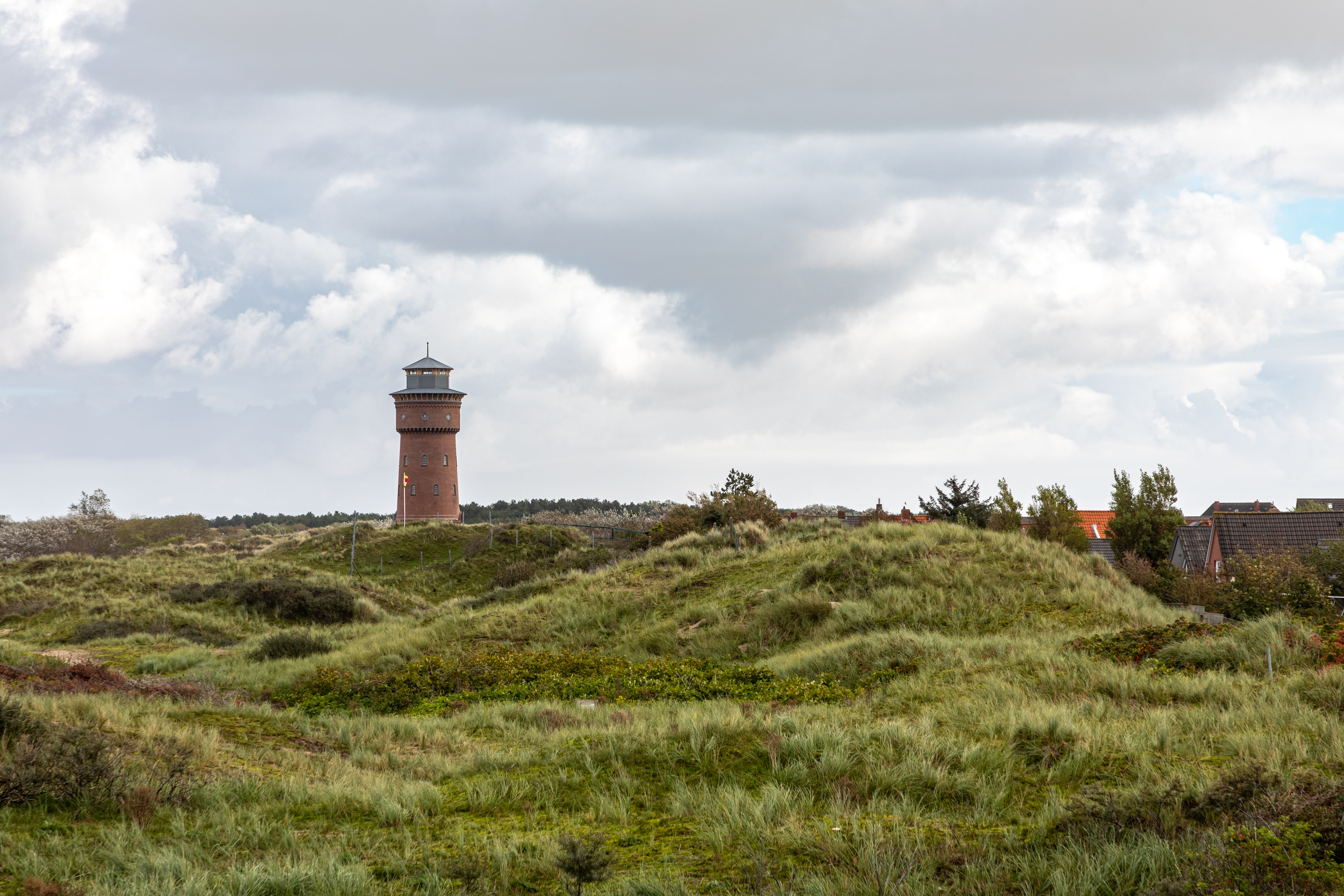
Der Wasserturm, gesehen von Westen aus (2020)

Der 1900 errichtete Wasserturm Borkum (im Borkumer Platt Watertoorn Börkum) ist ein Baudenkmal auf der ostfriesischen Insel Borkum. Der 30 Meter hohe Wasserturm wurde 1979 stillgelegt und beherbergt heute ein Wassermuseum.

## Geschichte

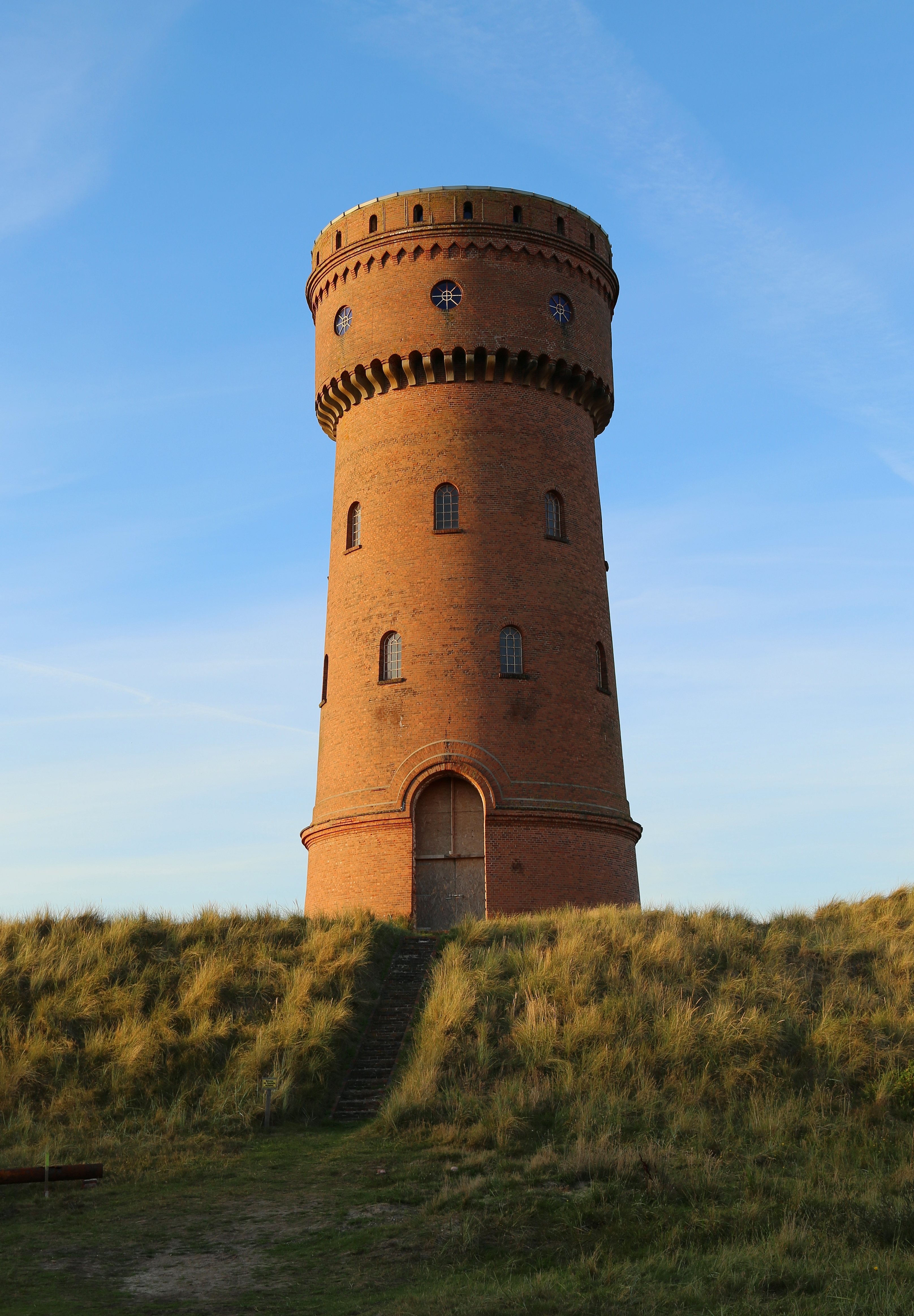
Wasserturm Borkum (ohne Turmkopf, 1981–2014)

Der Wasserturm wurde durch das Berliner Ingenieurbüro Börner & Herzberg 1900 als konisch verjüngender Rundbau geplant. Sein Bau war notwendig geworden, um den zunehmenden Bedarf an Trinkwasser für Inselbewohner und Touristen sicherzustellen. Der Wasserturm hatte eine Kapazität von 200 Kubikmetern Trinkwasser. Er wurde bis 1979 genutzt.
Die Entfernung des Turmkopfes im Jahr 1981 reduzierte die ursprüngliche Gesamthöhe des Turms auf 23 Meter. Der Wasserturm wurde 1983 durch die Bezirksregierung Weser-Ems unter Denkmalschutz gestellt, jedoch in der Folge nur beschränkt unterhalten.
2007 gründete sich der „Watertoorn Börkum e.V.“ mit dem Ziel, das inzwischen marode Baudenkmal zu erhalten. Im Jahr 2010 wurde der Turm auf 49 Jahre an den Verein verpachtet. Nach jahrelanger Sanierung konnte der Wasserturm am 1. April 2023 als „Wassermuseum Borkum“ wieder für Besucher geöffnet werden. Neben dem sanierten Wasserturm entstand mit dem Waterhuus ein barrierefreier Neubau, der den Zugang zum Museum bildet und in dem alle notwendigen Funktionsräume für das neue Museum untergebracht sind.